# Vergéal
Vergéal település Franciaországban, Ille-et-Vilaine megyében. Lakosainak száma 804 fő (2022. január 1.). Vergéal Torcé, Bais, Domalain és Étrelles községekkel határos.

## Népesség
A település népessége az elmúlt években az alábbi módon változott:
| Lakosok száma | 515  | 464  | 535  | 699  | 784  | 797  | 804  | 806  | 805  | 804  |
|               | 1968 | 1982 | 1990 | 2006 | 2013 | 2015 | 2017 | 2019 | 2020 | 2022 |